# Adele Stürzl

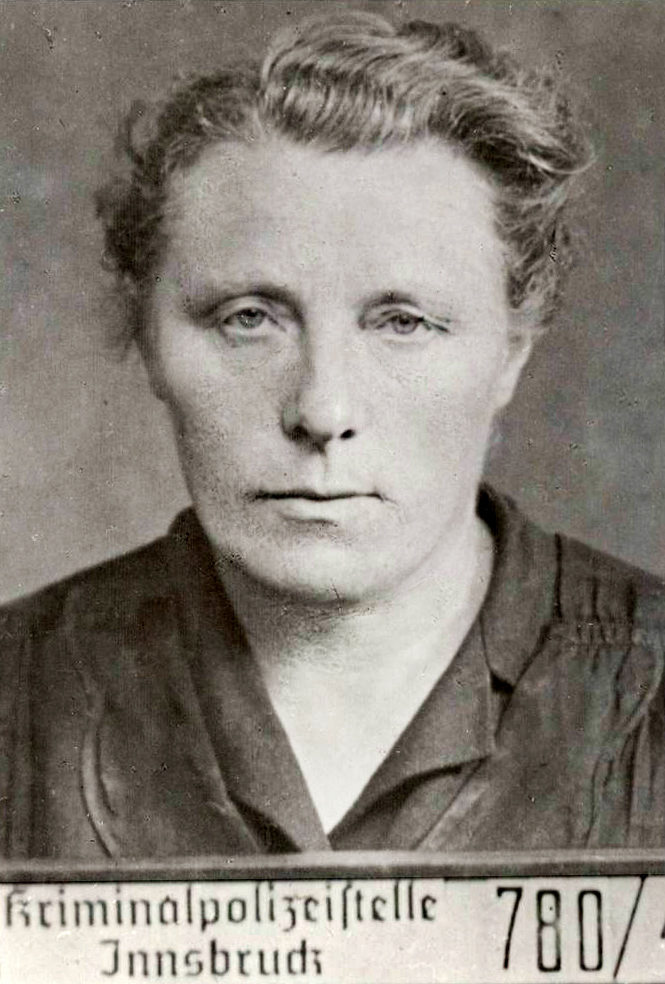
Adele Stürzl nach ihrer Verhaftung ca. 1942

Adele Stürzl (* 23. November 1892 in Wien; † 30. Juni oder 16. August 1944 in München) war eine österreichische Widerstandskämpferin gegen den Nationalsozialismus und wurde deshalb hingerichtet.

## Leben und Karriere
Im Alter von 10 Jahren verlor sie ihre Mutter und wurde als „Kindsdirn“ nach Südmähren gebracht. Sie arbeitete auch als Magd auf einem Pfarrhof, kehrte dann nach Wien zurück und arbeitete auch in Budapest, wo sie den Schneider Hans Stürzl traf und heiratete.
Gegen Ende des Ersten Weltkriegs zog das Paar nach Kufstein (Tirol). Adele Stürzl trat der Sozialdemokratischen Partei bei und gründete u. a. den Fürsorgeverein „Hilfsbereitschaft“. Ihre Hauptanliegen waren der Einsatz für die Gleichberechtigung der Frau und der Kampf gegen die Armut.
1932 brach Stürzl mit der Sozialdemokratie und schloss sich der Kommunistischen Partei Österreichs (KPÖ) an, die 1933 verboten wurde. Als aktive Kommunistin kam Stürzl schon im austrofaschistischen „Ständestaat“ wiederholt mit der Obrigkeit in Konflikt. Auch nach dem sog. „Anschluss“ an Nazideutschland 1938 blieb Stürzl politisch aktiv im Widerstand gegen den Nationalsozialismus. Als sie einem Deserteur zur Flucht verhelfen wollte, wurde sie im Juni 1942 von der Gestapo verhaftet. Sie war im Innsbrucker Landesgefangenenhaus eingesperrt, wo sie mit der Widerstandskämpferin Carmella Flöck die Zelle teilte. Im März 1944 wurde sie nach München überstellt und am 13. April zum Tode verurteilt. Am 30. Juni 1944 (nach anderen Quellen am 16. August) wurde sie in Strafgefängnis München-Stadelheim durch das Fallbeil hingerichtet.
In Kufstein ist der Adele Stürzl-Weg nach ihr benannt.